# Knut (časopis)
Knut je bio humoristično-satirični časopis.
U zaglavlju se definirao kao list za satiru i humor.
Izlazio je u Srijemskoj Mitrovici (onda samo Mitrovici) od 1904. do 1906.
Pokrenuo ga je hrvatski književnik i prevoditelj Iso Velikanović, koji je bio i izdavačem i urednikom tog lista.

## Vanjske poveznice
- Matica hrvatska  Arhivirana inačica izvorne stranice od 29. srpnja 2007. (Wayback Machine) Hrvatska riječ u Srijemu: Antologija srijemskih pisaca